# Мендем-Боро (Нью-Джерсі)
Мендем-Боро (англ. Mendham Borough) — місто (англ. borough) в США, в окрузі Морріс штату Нью-Джерсі. Населення — 4981 особа (2020).

## Географія
Мендем-Боро розташований за координатами 40°46′11″ пн. ш. 74°35′56″ зх. д. / 40.76972° пн. ш. 74.59889° зх. д. (40.769739, -74.598813).  За даними Бюро перепису населення США в 2010 році місто мало площу 15,54 км², з яких 15,41 км² — суходіл та 0,13 км² — водойми.

## Демографія
Згідно з переписом 2010 року, у селищі мешкала 4981 особа в 1722 домогосподарствах у складі 1326 родин. Було 1798 помешкань
Расовий склад населення:
| - 95,7 % — білих - 2,0 % — азіатів - 1,0 % — чорних або афроамериканців - 0,1 % — вихідців з тихоокеанських островів |

До двох чи більше рас належало 0,9 %. Частка іспаномовних становила 2,7 % від усіх жителів.
За віковим діапазоном населення розподілялося таким чином: 28,4 % — особи молодші 18 років, 52,6 % — особи у віці 18—64 років, 19,0 % — особи у віці 65 років та старші. Медіана віку мешканця становила 45,1 року. На 100 осіб жіночої статі у селищі припадало 91,7 чоловіків;  на 100 жінок у віці від 18 років та старших — 83,5 чоловіків також старших 18 років.
Середній дохід на одне домашнє господарство  становив 163 586 доларів США (медіана — 129 853), а середній дохід на одну сім'ю — 195 147 доларів (медіана — 153 929). За межею бідності перебувало 3,1 % осіб, у тому числі 1,2 % дітей у віці до 18 років та 9,4 % осіб у віці 65 років та старших.
Цивільне працевлаштоване населення становило 2116 осіб. Основні галузі зайнятості: науковці, спеціалісти, менеджери — 22,8 %, освіта, охорона здоров'я та соціальна допомога — 22,1 %, виробництво — 13,8 %, фінанси, страхування та нерухомість — 9,2 %.